# Чемпионат Польши по фехтованию
Чемпионат Польши по фехтованию — ежегодное соревнование по фехтованию, проводимое Ассоциацией фехтования Польши. Проходят личные и командные соревнования среди мужчин и женщин на рапирах, шпагах и саблях.
Первый чемпионат был проведён во Львове в 29—31 мая 1924 года. В нём принимали участие только мужчины в индивидуальных видах фехтования. Соревнования среди женщин на рапирах были включены в программу чемпионатов в 1928 году. Командные соревнования впервые появились в программе чемпионатов в 1932 году — сабля у мужчин, в 1935 году — шпага у мужчин и в 1949 году — шпага у мужчин. Женские командные соревнования впервые прошли в 1937 году (рапира), командные соревнования на шпагах и саблях появились значительно позднее — в 1988 и 1999 годах соответственно.
Интересно, что в 2006 и 2008 годах чемпионом Польши был венесуэлец Рубен Лимардо, ставший победителем Олимпиады—2012 в фехтовании на шпагах.

## Список чемпионов Польши в личных первенствах
| Номер     | Год       | Рапира                                               | Рапира                                               | Сабля                                                | Сабля                                                | Шпага                                                | Шпага                                                |
| Номер     | Год       | Мужчины                                              | Женщины                                              | Мужчины                                              | Женщины                                              | Мужчины                                              | Женщины                                              |
| --------- | --------- | ---------------------------------------------------- | ---------------------------------------------------- | ---------------------------------------------------- | ---------------------------------------------------- | ---------------------------------------------------- | ---------------------------------------------------- |
| I         | 1924      | Конрад Винклер (АЗС Краков)                          |                                                      | Конрад Винклер (АЗС Краков)                          |                                                      | Александр Малецкий (АЗС Краков)                      |                                                      |
| II        | 1925      | Владислав Сегда (Легия Варшава)                      |                                                      | Тадеуш Фридрих (Львовский фехтовальный клуб)         |                                                      | Тадеуш Фридрих (Львовский фехтовальный клуб)         |                                                      |
| III       | 1926      | Тадеуш Фридрих (Львовский фехтовальный клуб)         |                                                      | Адам Папе́э (АЗС Краков)                              |                                                      | Тадеуш Фридрих (Львовский фехтовальный клуб)         |                                                      |
| IV        | 1927      | Владислав Сегда (Легия Варшава)                      |                                                      | Адам Папе́э (АЗС Краков)                              |                                                      | Леон Бжеский (АЗС Варшава)                           |                                                      |
| V         | 1928      | Владислав Сегда (Легия Варшава)                      | Антонина Лятиникувна (АЗС Краков)                    | Тадеуш Фридрих (Варшавянка)                          |                                                      | Александр Малецкий (АЗС Краков)                      |                                                      |
| VI        | 1929      | Владислав Сегда (Легия Варшава)                      | Ванда Дубеньская (АЗС Краков)                        | Адам Папе́э (АЗС Краков)                              |                                                      | Казимеж Лясковский (АЗС Варшава)                     |                                                      |
| VII       | 1930      | Владислав Сегда (Легия Варшава)                      | соревнования в данной категории не проводились       | Казимеж Лясковский (АЗС Варшава)                     |                                                      | Казимеж Шемплиньский (Легия Варшава)                 |                                                      |
| VIII      | 1931      | Владислав Сегда (Легия Варшава)                      | Гертруда Гроновская (АЗС Познань)                    | Лешек Любич-Ныч (CIWF Варшава)                       |                                                      | Казимеж Лясковский (АЗС Варшава)                     |                                                      |
| IX        | 1932      | Тадеуш Фридрих (Варшавянка)                          | Мира Лянжанка (АЗС Познань)                          | Адам Папе́э (АЗС Краков)                              |                                                      | Владислав Сегда (Легия Варшава)                      |                                                      |
| X         | 1933      | Тадеуш Фридрих (Варшавянка)                          | Гертруда Гроновская (АЗС Познань)                    | Владислав Сегда (Легия Варшава)                      |                                                      | Владислав Сегда (Легия Варшава)                      |                                                      |
| XI        | 1934      | Тадеуш Фридрих (Варшавянка)                          | Ядвига Дух-Марковская (Полония Варшава)              | Владислав Сегда (Легия Варшава)                      |                                                      | Ежи Мировский (АЗС Варшава)                          |                                                      |
| XII       | 1935      | Тадеуш Фридрих (Варшавянка)                          | Херта Станошкувна (Шлёнск)                           | Владислав Сегда (Легия Варшава)                      |                                                      | соревнования в данной категории не проводились       |                                                      |
| XIII      | 1936      | Болеслав Банась (Лодзь)                              | Херта Станошкувна (Шлёнск)                           | Антоний Собик (Катовице)                             |                                                      | Антоний Собик (Катовице)                             |                                                      |
| XIV       | 1937      | Антоний Собик (Катовице)                             | Херта Станошкувна (Шлёнск)                           | Владислав Сегда (Легия Варшава)                      |                                                      | Ян Навроцкий (АЗС Варшава)                           |                                                      |
| XV        | 1938      | Болеслав Банась (Лодзь)                              | Херта Станошкувна (Шлёнск)                           | Владислав Сегда (Легия Варшава)                      |                                                      | Теодор Зачик (Катовице)                              |                                                      |
| XVI       | 1939      | Антоний Собик (Катовице)                             | Ядвига Дух-Марковская (Полония Варшава)              | Владислав Сегда (Легия Варшава)                      |                                                      | Болеслав Банась (Лодзь)                              |                                                      |
| 1940-1945 | 1940-1945 | Чемпионаты не проводились из-за Второй мировой войны | Чемпионаты не проводились из-за Второй мировой войны | Чемпионаты не проводились из-за Второй мировой войны | Чемпионаты не проводились из-за Второй мировой войны | Чемпионаты не проводились из-за Второй мировой войны | Чемпионаты не проводились из-за Второй мировой войны |
| XVII      | 1946      | Болеслав Банась (Лодзь)                              | Анна Скупень (Погонь Катовице)                       | Теодор Зачик (Погонь Катовице)                       |                                                      | Болеслав Банась (Лодзь)                              |                                                      |
| XVIII     | 1947      | Болеслав Банась (Лодзь)                              | Ирена Навроцкая (Огниво Варшава)                     | Антоний Собик (Погонь Катовице)                      |                                                      | Ян Навроцкий (Погонь Катовице)                       |                                                      |
| XIX       | 1948      | Станислав Солтан (Сокол Краков)                      | Ирена Навроцкая (Огниво Варшава)                     | Антоний Собик (Погонь Катовице)                      |                                                      | Ян Навроцкий (Погонь Катовице)                       |                                                      |
| XX        | 1949      | Антоний Собик (Погонь Катовице)                      | Херта Лишковская (Погонь Катовице)                   | Антоний Собик (Погонь Катовице)                      |                                                      | Тадеуш Мрочек (Будовляни Краков)                     |                                                      |
| XXI       | 1950      | Збигнев Чайковский (Будовляни Краков)                | Анна Скупень (Сталь Катовице)                        | Мариан Суский (АЗС Вроцлав)                          |                                                      | Ян Навроцкий (Сталь Катовице)                        |                                                      |
| XXII      | 1951      | Ежи Твардокенс (Сталь Катовице)                      | Ирена Навроцкая (Огниво Варшава)                     | Войцех Заблоцкий (Будовляни Краков)                  |                                                      | Зигмунд Гроднер (Гвардия Варшава)                    |                                                      |
| XXIII     | 1952      | Ежи Твардокенс (Гвардия Варшава)                     | Анна Влодарчик (Сталь Катовице)                      | Войцех Заблоцкий (Будовляни Краков)                  |                                                      | Войцех Рыдз (Сталь Катовице)                         |                                                      |
| XXIV      | 1953      | Ежи Твардокенс (Гвардия Варшава)                     | Анна Влодарчик (Сталь Катовице)                      | Ежи Павловский (Легия Варшава)                       |                                                      | Дарюш Яронь (Легия Варшава)                          |                                                      |
| XXV       | 1954      | Ежи Шрейдер (Легия Варшава)                          | Анна Влодарчик (Сталь Катовице)                      | Войцех Заблоцкий (Будовляни Краков)                  |                                                      | Мечислав Чипёнка (Гурник Катовице)                   |                                                      |
| XXVI      | 1955      | Войцех Рыдз (Сталь Катовице)                         | Анна Адамчик (Гурник Катовице)                       | Ежи Твардокенс (Будовляни Краков)                    |                                                      | Войцех Рыдз (Сталь Катовице)                         |                                                      |
| XXVII     | 1956      | Казимеж Рейхман (Гурник Катовице)                    | Барбара Ожеховская (АЗС Варшава)                     | Ежи Павловский (CWKS Варшава)                        |                                                      | Войцех Рыдз (Сталь Катовице)                         |                                                      |
| XXVIII    | 1957      | Ежи Твардокенс (Краков)                              | Сильвия Юлито (Гурник Катовице)                      | Войцех Заблоцкий (Краков)                            |                                                      | Войцех Рыдз (Баильдон Катовице)                      |                                                      |
| XXIX      | 1958      | Хенрик Неляба (Легия Варшава)                        | Сильвия Юлито (Гурник Катовице)                      | Ежи Павловский (CWKS Варшава)                        |                                                      | Веслав Глёс (Краков)                                 |                                                      |
| XXX       | 1959      | Ришард Парульский (Марымонт Варшава)                 | Сильвия Юлито (Гурник Катовице)                      | Эмиль Охыра (Варшавянка)                             |                                                      | Веслав Глёс (Краков)                                 |                                                      |
| XXXI      | 1960      | Януш Ружицкий (Легия Варшава)                        | Барбара Ожеховская (Легия Варшава)                   | Эмиль Охыра (Варшавянка)                             |                                                      | Анджей Крыньский (Легия Варшава)                     |                                                      |
| XXXII     | 1961      | Збигнев Скрудлик (АЗС Варшава)                       | Genowefa Kusznir-Wojtasik (АЗС Варшава)              | Ежи Павловский (Легия Варшава)                       |                                                      | Януш Курчаб (Легия Варшава)                          |                                                      |
| XXXIII    | 1962      | Эгон Франке (Гливице)                                | Сильвия Юлито (Гурник Катовице)                      | Войцех Заблоцкий (Марымонт Варшава)                  |                                                      | Ежи Стшалка (Легия Варшава)                          |                                                      |
| XXXIV     | 1963      | Збигнев Скрудлик (АЗС Варшава)                       | Эльжбета Цимерман (Гливице)                          | Ежи Павловский (Легия Варшава)                       |                                                      | Михал Буткевич (Варшавянка)                          |                                                      |
| XXXV      | 1964      | Витольд Войда (Марымонт Варшава)                     | Эльжбета Цимерман (Гливице)                          | Эмиль Охыра (Варшавянка)                             |                                                      | Богдан Гонсёр (АЗС Rokitnica)                        |                                                      |
| XXXVI     | 1965      | Витольд Войда (Марымонт Варшава                      | Эльжбета Цимерман (Гливице)                          | Ежи Павловский (Легия Варшава)                       |                                                      | Януш Курчаб (Легия Варшава)                          |                                                      |
| XXXVII    | 1966      | Ришард Парульский (Марымонт Варшава)                 | Эльжбета Цимерман (Гливице)                          | Анджей Пионтковский (Легия Варшава)                  |                                                      | Ришард Рутковский (Краков)                           |                                                      |
| XXXVIII   | 1967      | Адам Лисевский (АЗС Варшава)                         | Эльжбета Цимерман (Гливице)                          | Ежи Павловский (Легия Варшава)                       |                                                      | Михал Буткевич (Варшавянка)                          |                                                      |
| XXXIX     | 1968      | Ришард Парульский (Марымонт Варшава)                 | Эльжбета Цимерман (Гливице)                          | Ежи Павловский (Легия Варшава)                       |                                                      | Богдан Анджеевский (Легия Варшава)                   |                                                      |
| XL        | 1969      | Ришард Парульский (Марымонт Варшава)                 | Эльжбета Цимерман (Гливице)                          | Ежи Павловский (Легия Варшава)                       |                                                      | Януш Курчаб (Легия Варшава)                          |                                                      |
| XLI       | 1970      | Марек Домбровский (АЗС Варшава)                      | Камилла Складановска (АЗС Варшава)                   | Ежи Павловский (Легия Варшава)                       |                                                      | Богдан Гонсёр (Гливице)                              |                                                      |
| XLII      | 1971      | Адам Лисевский (АЗС Варшава)                         | Галина Балён (Краков)                                | Ежи Павловский (Легия Варшава)                       |                                                      | Богдан Анджеевский (Легия Варшава                    |                                                      |
| XLIII     | 1972      | Витольд Войда (Марымонт Варшава)                     | Эльжбета Франке (Гливице)                            | Ежи Павловский (Легия Варшава)                       |                                                      | Хенрик Неляба (Легия Варшава)                        |                                                      |
| XLIV      | 1973      | Аркадиуш Годель (Марымонт Варшава)                   | Йоланта Бебель (Легия Варшава)                       | Францишек Собчак (GKS Катовице)                      |                                                      | Богдан Гонсёр (Гливице)                              |                                                      |
| XLV       | 1974      | Земовит Войцеховский (АЗС Варшава)                   | Людмила Бортновская (АЗС Варшава)                    | Ежи Павловский (Легия Варшава)                       |                                                      | Казимеж Барбурский (Легия Варшава)                   |                                                      |
| XLVI      | 1975      | Земовит Войцеховский (АЗС Варшава)                   | Гражина Сташак (GKS Катовице)                        | Юзеф Новара (Легия Варшава)                          |                                                      | Збигнев Матвеев (Гливице)                            |                                                      |
| XLVII     | 1976      | Марек Домбровский (АЗС Варшава)                      | Гражина Сташак (GKS Катовице)                        | Яцек Берковский (Гливице)                            |                                                      | Хенрик Фабян (GKS Катовице)                          |                                                      |
| XLVIII    | 1977      | Земовит Войцеховский (АЗС Варшава)                   | Барбара Высочаньска (АЗС Варшава)                    | Яцек Берковский (Гливице)                            |                                                      | Ежи Яниковский (GKS Катовице)                        |                                                      |
| XLIX      | 1978      | Аркадиуш Годель (Марымонт Варшава)                   | Кристина Урбаньска (Baildon Катовице)                | Лешек Яблоновский (АЗС Варшава)                      |                                                      | Лешек Сворновский (АЗС Вроцлав)                      |                                                      |
| L         | 1979      | Пшемыслав Яблоньский (Варта Познань)                 | Барбара Высочаньска (АЗС Варшава)                    | Дарюш Водке (АЗС Варшава)                            |                                                      | Хенрик Фабян (GKS Катовице)                          |                                                      |
| LI        | 1980      | Лех Козеёвский (Марымонт Варшава)                    | Барбара Высочаньска (АЗС Варшава)                    | Лешек Яблоновский (АЗС Варшава)                      |                                                      | Людомир Хроновский (Краков)                          |                                                      |
| LII       | 1981      | Лешек Бандах (GKS Катовице)                          | Агнешка Дубравска (АЗС Варшава)                      | Тадеуш Пигуля (Zagłębie Konin)                       |                                                      | Ежи Яниковский (GKS Катовице)                        |                                                      |
| LIII      | 1982      | Мариан Сыпневский (Легия Варшава)                    | Агнешка Дубравска (АЗС Варшава)                      | Анджей Костжева (Zagłębie Konin)                     |                                                      | Анджей Лис (АЗС Вроцлав)                             |                                                      |
| LIV       | 1983      | Болуслав Зых (Легия Варшава)                         | Иоланта Круликовская (Марымонт Варшава)              | Дарюш Водке (АЗС Варшава)                            |                                                      | Ежи Яниковский (GKS Катовице)                        |                                                      |
| LV        | 1984      | Болуслав Зых (Легия Варшава)                         | Кристина Рахель (GKS Катовице)                       | Тадеуш Пигуля (Zagłębie Konin)                       |                                                      | Роберт Фелисяк (Вроцлав)                             |                                                      |
| LVI       | 1985      | Болуслав Зых (Легия Варшава)                         | Иоланта Круликовская (Марымонт Варшава)              | Тадеуш Пигуля (Zagłębie Konin)                       |                                                      | Пётр Созаньский (Вроцлав)                            |                                                      |
| LVII      | 1986      | Мариан Сыпневский (Легия Варшава)                    | Иоанна Станиславская (Гданьск)                       | Януш Олех (Легия Варшава)                            |                                                      | Лешек Сворновский (Вроцлав)                          |                                                      |
| LVIII     | 1987      | Вальдемар Цесельчик (Варта Познань)                  | Агнешка Дубравска (АЗС Варшава)                      | Анджей Костжева (Zagłębie Konin)                     |                                                      | Роберт Фелисяк (АЗС Kolejarz Вроцлав)                |                                                      |
| LIX       | 1988      | Мариан Сыпневский (Легия Варшава)                    | Иоланта Круликовская (Марымонт Варшава)              | Януш Олех (Легия Варшава)                            |                                                      | Мариуш Стшалка (Kolejarz Вроцлав)                    | Эва Ковальчик (Марымонт Варшава)                     |
| LX        | 1989      | Болуслав Зых (Легия Варшава)                         | Анна Собчак (Гданьск)                                | Роберт Косцельняковский (Легия Варшава)              |                                                      | Марек Стемпень (АЗС Варшава)                         | Эва Ковальчик (Марымонт Варшава)                     |
| LXI       | 1990      | Цезарь Сесс (Гданьск)                                | Анна Собчак (Гданьск)                                | Лешек Гайда (Baildon Катовице)                       |                                                      | Марек Стемпень (АЗС Варшава)                         | Рената Вуйцицкая (Марымонт Варшава)                  |
| LXII      | 1991      | Лешек Бандах (Катовице)                              | Анна Прусаковская (Гданьск)                          | Павел Постек (АЗС Варшава)                           |                                                      | Славомир Навроцкий (Kolejarz Zielona Góra)           | Анита Иваньская (Вроцлав)                            |
| LXIII     | 1992      | Пётр Келпиковский (Легия Варшава)                    | Анна Собчак (Гданьск)                                | Януш Олех (Легия Варшава)                            |                                                      | Витольд Раймунд Гадомский (АЗС Варшава)              | Дорота Сломиньская (АЗС Варшава)                     |
| LXIV      | 1993      | Ришард Собчак (Гданьск)                              | Анна Рыбицка (Гданьск)                               | Марек Гневковский (АЗС Варшава)                      |                                                      | Марек Ендрусь (Piast Gliwice)                        | Магдалена Езёровская (Катовице)                      |
| LXV       | 1994      | Ришард Собчак (Гданьск)                              | Моника Мацеевская (Варшавянка)                       | Роберт Косцельняковский (Легия Варшава)              |                                                      | Витольд Раймунд Гадомский (АЗС Варшава)              | Анна Роткевич (Варшавянка)                           |
| LXVI      | 1995      | Ришард Собчак (Гданьск)                              | Анна Рыбицка (Гданьск)                               | Януш Олех (Легия Варшава)                            |                                                      | Бартломей Куровский (Piast Gliwice)                  | Анна Медыньская (Вроцлав)                            |
| LXVII     | 1996      | Адам Кшесиньский (АЗС Варшава)                       | Анна Стоклоса (Гданьск)                              | Януш Олех (Легия Варшава)                            |                                                      | Томаш Шклярский (Piast Gliwice)                      | Ивона Ковалевская (Легия Варшава)                    |
| LXVIII    | 1997      | Адам Кшесиньский (АЗС Варшава)                       | Катаржина Фелюсяк (Гданьск)                          | Томаш Стусиньский (АЗС Варшава)                      |                                                      | Александр Кочергин (Start Ярослав)                   | Барбара Цишевская (АЗС Варшава)                      |
| LXIX      | 1998      | Ярослав Родзевич (Гданьск)                           | Анна Рыбицка (Гданьск)                               | Рафал Шнайдер (MOSiR Sosnowiec)                      |                                                      | Томаш Шклярский (Piast Gliwice)                      | Ольга Цыган (Варшавянка)                             |
| LXX       | 1999      | Войцех Шухницкий (Гданьск)                           | Сильвия Грухала (Гданьск)                            | Норберт Яскот (АЗС Познань)                          | Александра Соха (АЗС Варшава)                        | Роберт Анджеюк (Вроцлав)                             | Моника Мациевска (Варшавянка)                        |
| LXXI      | 2000      | Томаш Цеплы (Варта Познань)                          | Магдалена Мрочкевич (Гданьск)                        | Марцин Собаля (Легия Варшава)                        | Катаржина Пигула (KKSz Konin)                        | Роберт Анджеюк (Вроцлав)                             | Магдалена Езёровская (Катовице)                      |
| LXXII     | 2001      | Пшемыслав Фогт (Polonia Leszno)                      | Магдалена Мрочкевич (Гданьск)                        | Рафал Шнайдер (MOSiR Sosnowiec)                      | Ирена Венцковская (АЗС Варшава)                      | Марек Петрашек (Piast Gliwice)                       | Моника Мациевска (Варшавянка)                        |
| LXXIII    | 2002      | Славомир Моцек (Polonia Leszno)                      | Сильвия Грухала (Гданьск)                            | Рафал Шнайдер (MOSiR Sosnowiec)                      | Александра Соха (АЗС Варшава)                        | Томаш Мотыка (Вроцлав)                               | Беата Тереба (Варшавянка)                            |
| LXXIV     | 2003      | Славомир Моцек (Polonia Leszno)                      | Сильвия Грухала (Гданьск)                            | Марцин Конюш (MOSiR Sosnowiec)                       | Александра Соха (АЗС Варшава)                        | Томаш Мотыка (Вроцлав)                               | Моника Лямпковская (IKS Варшава)                     |
| LXXV      | 2004      | Томаш Цеплы (Варта Познань)                          | Сильвия Грухала (Гданьск)                            | Адам Скродский (Катовице)                            | Богна Юзвяк (АЗС Познань)                            | Томаш Мотыка (Вроцлав)                               | Данута Дмовская (Легия Варшава)                      |
| LXXVI     | 2005      | Войцех Шухницкий (Гданьск)                           | Анна Рыбицкая (Гданьск)                              | Бартломей Олейник (Легия Варшава)                    | Ирена Венцковская (АЗС Варшава)                      | Кшиштоф Миколайчак (Легия Варшава)                   | Малгожата Строка (Легия Варшава)                     |
| LXXVII    | 2006      | Славомир Моцек (LKS Leszno)                          | Сильвия Грухала (Гданьск)                            | Патрик Палаш (KKSz Konin)                            | Богна Юзвяк (АЗС Познань)                            | Рубен Лимардо (Пяст Гливице)                         | Данута Дмовская (Легия Варшава)                      |
| LXXVIII   | 2007      | Михал Маевский (АЗС Варшава)                         | Сильвия Грухала (Гданьск)                            | Патрик Палаш (KKSz Konin)                            | Богна Юзвяк (АЗС Познань)                            | Томаш Мотыка (Вроцлав)                               | Ольга Цыган (Варшавянка)                             |
| LXXIX     | 2008      | Радослав Глёнек (Гданьск)                            | Сильвия Грухала (Гданьск)                            | Марцин Конюш (Катовице)                              | Александра Соха (АЗС Варшава)                        | Рубен Лимардо (Пяст Гливице)                         | Данута Дмовская-Анджеюк (АЗС Варшава)                |
| LXXX      | 2009      | Радослав Глёнек (Гданьск)                            | Малгожата Войтковяк (Гданьск)                        | Адам Скродский (Катовице)                            | Александра Соха (АЗС Варшава)                        | Томаш Мотыка (Вроцлав)                               | Данута Дмовская-Анджеюк (АЗС Варшава)                |
| LXXXI     | 2010      | Лешек Райский (Вроцлав)                              | Каролина Хлевиньская (Гданьск)                       | Марцин Конюш (Катовице)                              | Марта Вонтор (TMS Sosnowiec)                         | Пётр Садовы (Легия Варшава)                          | Малгожата Строка (АЗС Варшава)                       |
| LXXXII    | 2011      | Марцин Завада (АЗС Варшава)                          | Сильвия Грухала (Гданьск)                            | Марцин Конюш (Катовице)                              | Катаржина Кендзёра (\|Познань)                       | Роберт Анджеюк (Вроцлав)                             | Данута Дмовская-Анджеюк (АЗС Варшава)                |
| LXXXIII   | 2012      | Paweł Kawiecki (AZS AWFiS Гданьск)                   | Сильвия Грухала (Гданьск)                            | Адам Скродский (Катовице)                            | Богна Юзвяк (АЗС Познань)                            | Piotr Kruczek (AZS-AWF Краков)                       | Рената Кнапик (KKS Краков)                           |
| LXXXIV    | 2013      | Filip Płocharski (AZS AWFiS Гданьск)                 | Martyna Synoradzka (AZS AWF Познань)                 | Адам Скродский (Катовице)                            | Катаржина Кендзёра (\|Познань)                       | Томаш Мотыка (Вроцлав)                               | Рената Кнапик (KKS Краков)                           |
| LXXXV     | 2014      | Leszek Rajski (Вроцлав)                              | Martyna Synoradzka (AZS AWF Познань)                 | Адам Скродский (Катовице)                            | Богна Юзвяк (АЗС Познань)                            | Marcel Baś (KKS Краков)                              | Magdalena Piekarska (AZS AWF Варшава)                |
| LXXXVI    | 2015      |                                                      |                                                      |                                                      |                                                      |                                                      |                                                      |